# Santa Domenica Talao
Santa Domenica Talao és un municipi italià, dins de la província de Cosenza. L'any 2007 tenia 1.300 habitants. Limita amb els municipis d'Orsomarso, Papasidero, Praia a Mare, San Nicola Arcella i Scalea.